# Sébastien Jeanneret
Sébastien Jeanneret (Le Locle, 12 dicembre 1973) è un ex calciatore svizzero, di ruolo difensore.
Ha partecipato al campionato europeo di calcio 1996.